# Ribeirão Claro
Ribeirão Claro is een gemeente in de Braziliaanse deelstaat Paraná. De gemeente telt 11.246 inwoners (schatting 2009).

## Aangrenzende gemeenten
De gemeente grenst aan Carlópolis, Jacarezinho, Joaquim Távora, Chavantes (SP), Fartura (SP) en Timburi (SP).

## Geboren
- Leandro Henrique do Nascimento, "Leandrinho" (1998), voetballer